# Hipismo nos Jogos Pan-Americanos de 1971
As competições de hipismo nos Jogos Pan-Americanos de 1971 foram realizadas em Cali, na Colômbia. Seis eventos concederam medalhas.

## Medalhistas
| Evento                            | Ouro                                                                              | Prata                              | Bronze                     |
| --------------------------------- | --------------------------------------------------------------------------------- | ---------------------------------- | -------------------------- |
| Saltos individual detalhes        | Elise Fernández de Pérez MEX México                                               | Jorge Llambi ARG Argentina         | Terrande Millan CAN Canadá |
| Saltos por equipes detalhes       | CAN Canadá                                                                        | MEX México                         | CHI Chile                  |
| Adestramento individual detalhes  | Christilot Hanson CAN Canadá                                                      | Roberto Gómez CHI Chile            | David Piraino CHI Chile    |
| Adestramento por equipes detalhes | CAN Canadá                                                                        | CHI Chile                          | COL Colômbia               |
| CCE individual detalhes           | Manuel Mendevil MEX México                                                        | Clint Banbury (Paladin) CAN Canadá | Juan Neira COL Colômbia    |
| CCE por equipes detalhes          | CAN Canadá Clint Banbury (Paladin) Wendy Irving (High Wind) Cathy Wedge (Sumatra) |                                    |                            |

## Quadro de medalhas
| Ordem | País          | Medalha de ouro | Medalha de prata | Medalha de bronze |    |
| ----- | ------------- | --------------- | ---------------- | ----------------- | -- |
| 1     | CAN Canadá    | 4               | 1                | 1                 | 6  |
| 2     | MEX México    | 2               | 1                |                   | 3  |
| 3     | CHI Chile     |                 | 2                | 2                 | 4  |
| 4     | ARG Argentina |                 | 1                |                   | 1  |
| 5     | COL Colômbia  |                 |                  | 2                 | 2  |
| TOTAL | TOTAL         | 6               | 5                | 5                 | 16 |

## Ligação externa
- Jogos Pan-Americanos de 1971